# 桑多山
67°22′S 100°24′E / 67.367°S 100.400°E
桑多山（英語：Mount Sandow），是南極洲的山峰，位於毛德皇后地處於阿蒙森山西南面11英里，由澳大拉西亞探險隊發現，現時由南極條約體系管理。